# Christian Ludwig Albrecht Patje
Christian Ludwig Albrecht Patje (* 2. August 1748 in Hannover; † 11. Februar 1817 ebenda) war ein deutscher Beamter und Publizist.

## Leben

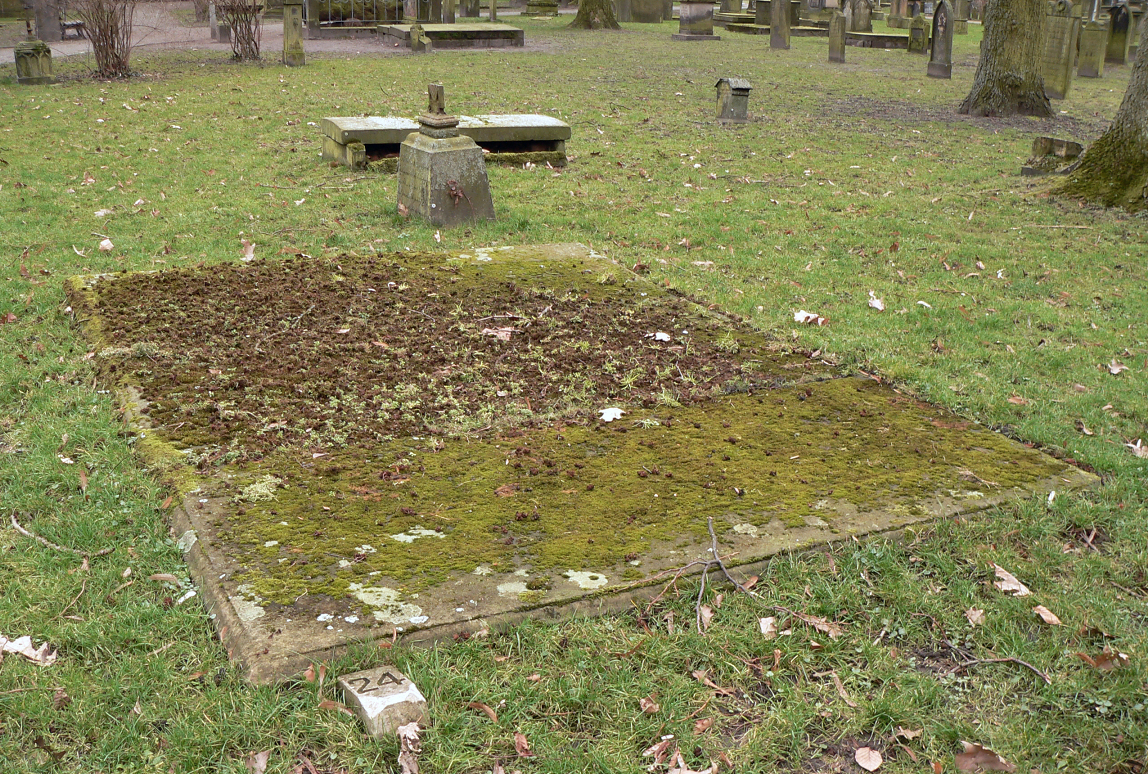
Grabmal auf dem Gartenfriedhof

Die Familie Patje gehörte im 18. und 19. Jahrhundert zu den sogenannten Hübschen Familien und zum Bildungsbürgertum.
Christian Ludwig Albrecht Patje studierte Rechtswissenschaften und Kameralistik an der Universität Göttingen und war Mitglied des Studentenordens Ordre de l'Esperance. 1768 trat Patje als Kammerauditor in die staatliche Verwaltung ein und wurde schon 1769 Kammersekretär.
1784 wurde er zum korrespondierenden Mitglied der Göttinger Akademie der Wissenschaften gewählt. 1786 wurde er als Kommerzrat Mitglied des im gleichen Jahr gegründeten Kommerzkollegiums und wenige Jahre später 1790 zum Kammermeister ernannt.
Sein 1796 erschienener Kurzer Abriß des Fabriken-, Gewerbe-, und Handlungs-Zustandes in den Chur-Braunschweig-Lüneburgischen Landen wurde zum Vorläufer der Adressbücher der Stadt Hannover.
1803 wurde er sowohl Mitglied im neugegründeten Landesdeputationskollegium als auch Mitglied einer Exekutiv- bzw. Regierungskommission (erneut 1806, 5 Mitglieder). Anfang 1806 wurde Patje zum Kabinettsrat befördert.
1810 ernannte ihn Jérôme Bonaparte, König des Königreichs Westphalen, zum Präsidenten der Oberrechnungskammer in Kassel, erhob ihn in den Stand eines Barons und zum Mitglied des Staatsrates.
1813 bis 1815 wurde Patje im Rahmen der politischen Säuberungen eine Wiederanstellung verwehrt, da er zu den wenigen „Kollaborateuren“ gezählt wurde. Daher lebte Patje seitdem als Privatmann. In dieser Zeit erschien 1817 seine als historische Quelle ebenfalls „besonders wertvolle“ Schrift Wie war Hannover?.
Patjes Grab befindet sich auf dem denkmalgeschützten Gartenfriedhof nahe dem Zentrum Hannovers.

## Ehrungen
- In der Zeit des Nationalsozialismus (1933–45) wurde die Börnestraße in Hannovers Stadtteil Südstadt Patjestraße benannt.[1]

## Werke
Patje hinterließ zahlreiche historisch-ökonomische Studien und Veröffentlichung. Als besonders wertvolle Quellen gelten
- Kurzer Abriß des Fabriken-, Gewerbe-, und HandlungsZustandes in den ChurBraunschweig-Lüneburgischen Landen, Göttingen: Vandenhoeck & Ruprecht, 1796; Digitalisat der Bayerischen Staatsbibliothek
- Wie war Hannover? Oder: Fragment von dem vormaligen Zustande der Residenz-Stadt Hannover, Hannover: Gebrüder Hahn, 1817
  - Nachdruck in Hannover-Döhren: Verlag Harro v. Hirschheydt, 1977, ISBN 3-7777-0899-2